# Große Synagoge (Stawiski)

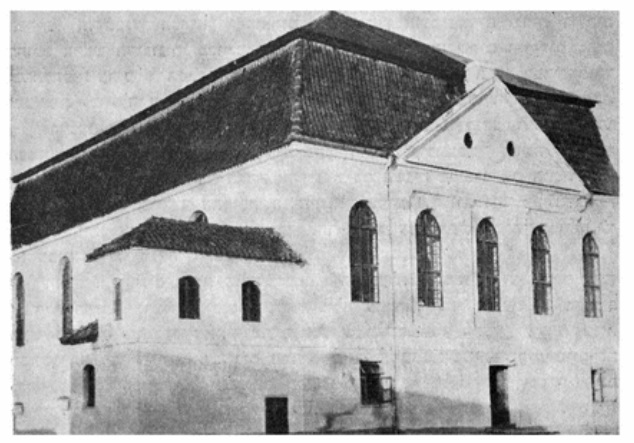
Synagoge Stawiski

Die Große Synagoge in Stawiski, einer polnischen Stadt in der Woiwodschaft Podlachien, wurde in der ersten Hälfte des 18. Jahrhunderts errichtet. Die Synagoge wurde im Zweiten Weltkrieg von den deutschen Besatzern zerstört.

## Beschreibung
Die Synagoge wurde 1735 (nach anderen Quellen 1739) erbaut und 1942 abgerissen. An der Stelle stehen jetzt ein kommunales Zentrum und das Feuerwehrhaus.
Der Haupthalle vorgelagert war der Eingangsbereich mit dem Gebetsraum der Frauen darüber. Das Gebäude war mit einem Mansardwalmdach und einem kleinen Giebeldach an der Westseite über dem Eingangsbereich. An den Ecken im Süd- und Nordwesten waren niedrigere Anbauten mit eigenen Dächern, die die Frontfassade breiter aussehen ließen.
Die Synagoge hatte große, hohe Rundbogenfenster, die beiden Eckgebäude hatten kleinere.
Der Eingangsbereich war leicht vorstehend und im oberen Teil durch Pilaster unterteilt, zwischen denen sich drei der Fenster befanden; zwei weitere waren rechts und links davon.
Innen stützen vier Säulen die Decke ab und unterteilten diese in neun gleich große Felder. Dieser Typ ist als „Neun-Felder-Synagoge“ seit der ersten Hälfte des 17. Jahrhunderts in Polen bekannt, zum Beispiel in der Großen Vorstadt-Synagoge in Lemberg. Zwischen den Pfeilern stand die achteckige Bima.
Der Toraschrein im Osten füllte das mittlere Drittel der Wand aus. Er war aus Holz, dreistufig, von kleinen Säulen eingerahmt und mehrfarbig bemalt. Unten war der Schrank für die Torarollen und darüber waren die Gesetzestafeln.